# Жумадилов, Азамат Тлеуханович
Азамат Тлеуханович Жумадилов (род. 14 января 1984) — офицер аэромобильный войск Вооружённых сил Республики Казахстан, Народный герой Казахстана (2007).

## Биография
Родился в 1984 году, по национальности казах, образование высшее.
В 2001 году окончил среднюю школу им. А. С. Пушкина города Уштобе Каратальского района Алматинской области.
В период с 2001 по 2005 год учился в университете им. Д. Конаева.
С 2003 по 2005 год проходил военную подготовку на военной кафедре при КазГЮУ.
С 2005 по 2006 год получил высшее образование в Казахской Академии Труда и Социальных Отношений города Алматы по специальности «Юриспруденция».
С 17 августа 2007 года служит в рядах Вооруженных Сил Республики Казахстан.
Служил начальником физической подготовки и спорта, заместителем командира парашютно-десантной роты специального назначения по воспитательной и социально-правовой работе парашютно-десантного батальона, заместителем командира зенитного дивизиона по воспитательной и социально-правовой работе.
2011-2013 – слушатель Национального Университета Обороны (г. Щучинск), по окончании была присуждена академическая степень – магистр военного дела и безопасности по специальности «Управление воспитательными и социально-правовыми процессами».
С 2013 года служит старшим офицером по воинской дисциплине отдела воспитательной и социально-правовой работы Военно-инженерного института радиоэлектроники и связи.

## Подвиг
10 октября 2007 года Азамат Жумадилов с риском для жизни вынес из горящего частного дома двоих детей и их мать.

## Награды
- Указом Президента Республики Казахстан от 7 декабря 2007 года Жумадилову Азамату Тлеухановичу было присвоено звание «Халық Қаһарманы» с вручением знака особого отличия Золотой звезды и ордена «Отан».
- Медали Республики Казахстан